# Puchar CEV siatkarek (2020/2021)
Puchar CEV siatkarek 2020/2021 – 14. sezon turnieju rozgrywanego od 2007 roku, organizowanego przez Europejską Konfederację Piłki Siatkowej (CEV) w ramach europejskich pucharów dla żeńskich klubowych zespołów siatkarskich "starego kontynentu".

## System rozgrywek
Rozgrywki składają się z 5 rund:
- 1/16 finału,
- 1/8 finału,
- 1/4 finału,
- półfinały,
- finał.

O zwycięstwie w dwumeczu decyduje liczba wygranych meczów. W przypadku remisu (tyle samo punktów na koncie każdej z drużyn), niezależnie od liczby wygranych i przegranych setów, o awansie decyduje dodatkowy tzw. złoty set, rozgrywany bezpośrednio po drugim meczu, do 15 punktów.

## Drużyny uczestniczące[1]
| Federacja  | Kluby                    |
| ---------- | ------------------------ |
| Belgia     | Asterix Avo Beveren      |
| Czechy     | VK Šelmy Brno            |
| Czechy     | PVK Olymp Praha          |
| Finlandia  | Pölkky Kuusamo           |
| Finlandia  | LP Vampula Huittinen     |
| Francja    | Voléro Le Cannet         |
| Francja    | Béziers Volley           |
| Kosowo     | KV Drita Gjilan          |
| Niemcy     | Dresdner SC              |
| Niemcy     | SC Potsdam               |
| Polska     | DPD Legionovia Legionowo |
| Rosja      | Proton Saratów           |
| Rumunia    | C.S.M. Târgoviște        |
| Rumunia    | Știința Bacău            |
| Serbia     | ŽOK Ub                   |
| Słowenia   | Calcit Kamnik            |
| Słowenia   | Nova Branik Maribor      |
| Słowenia   | SIP Šempeter             |
| Szwajcaria | Volley Düdingen          |
| Szwajcaria | Viteos Neuchâtel         |
| Turcja     | Galatasaray Stambuł      |
| Węgry      | Fatum Nyíregyháza        |
| Węgry      | Swietelsky Békéscsaba    |
| Włochy     | Saugella Monza           |

| Federacja | Kluby                |
| --------- | -------------------- |
| Białoruś  | Minczanka Mińsk      |
| Chorwacja | Mladost Zagrzeb      |
| Izrael    | Hapoel Kefar Sawa    |
| Serbia    | Tent Obrenovac       |
| Ukraina   | Prometej Kamieńskie  |
| Ukraina   | Chimik Jużne         |
| Węgry     | Vasas Óbuda Budapest |

## Rozgrywki[2]

### 1/16 finału
| Data       | Godz. | Drużyna 1                | Wynik          | Drużyna 2             | 1     | 2     | 3     | 4     | 5      | Widzów | *      |
| ---------- | ----- | ------------------------ | -------------- | --------------------- | ----- | ----- | ----- | ----- | ------ | ------ | ------ |
| 11.11.2020 | 18:30 | LP Vampula Huittinen     | 0:3 walkower   | Swietelsky Békéscsaba | 0:25  | 0:25  | 0:25  |       |        | -      | raport |
| -          | -     | LP Vampula Huittinen     | 0:3 walkower   | Swietelsky Békéscsaba | 0:25  | 0:25  | 0:25  |       |        | -      | raport |
| 11.11.2020 | 18:00 | Saugella Monza           | 3:0 walkower   | Viteos Neuchâtel      | 25:0  | 25:0  | 25:0  |       |        | -      | raport |
| -          | -     | Saugella Monza           | 3:0 walkower   | Viteos Neuchâtel      | 25:0  | 25:0  | 25:0  |       |        | -      | raport |
| 10.11.2020 | 19:00 | ŽOK Ub                   | 3:0            | Știința Bacău         | 25:16 | 25:18 | 25:18 |       |        | 0      | raport |
| 11.11.2020 | 19:00 | ŽOK Ub                   | 3:0            | Știința Bacău         | 25:20 | 25:6  | 25:14 |       |        | 0      | raport |
| 11.11.2020 | 20:00 | KV Drita Gjilan          | 0:3            | VK Šelmy Brno         | 14:25 | 19:25 | 18:25 |       |        | 0      | raport |
| 12.11.2020 | 20:00 | KV Drita Gjilan          | 0:3            | VK Šelmy Brno         | 17:25 | 13:25 | 20:25 |       |        | 0      | raport |
| -          | -     | SIP Šempeter             | 3:0 walkower   | Pölkky Kuusamo        | 25:0  | 25:0  | 25:0  |       |        | -      | raport |
| -          | -     | SIP Šempeter             | 3:0 walkower   | Pölkky Kuusamo        | 25:0  | 25:0  | 25:0  |       |        | -      | raport |
| 12.11.2020 | 18:00 | Tent Obrenovac           | 3:0            | Asterix Avo Beveren   | 25:23 | 29:27 | 25:23 |       |        | 0      | raport |
| 13.11.2020 | 18:00 | Tent Obrenovac           | 3:1            | Asterix Avo Beveren   | 25:20 | 23:25 | 25:18 | 25:17 |        | 0      | raport |
| -          | -     | Vasas Óbuda Budapest     | 3:0 walkower   | Volley Düdingen       | 25:0  | 25:0  | 25:0  |       |        | -      | raport |
| -          | -     | Vasas Óbuda Budapest     | 3:0 walkower   | Volley Düdingen       | 25:0  | 25:0  | 25:0  |       |        | -      | raport |
| -          | -     | Minczanka Mińsk          | mecz anulowany | Fatum Nyíregyháza     |       |       |       |       |        | -      | raport |
| -          | -     | Minczanka Mińsk          | 3:0 walkower   | Fatum Nyíregyháza     | 25:0  | 25:0  | 25:0  |       |        | -      | raport |
| 11.11.2020 | 20:00 | Mladost Zagrzeb          | 3:0            | PVK Olymp Praha       | 25:21 | 25:14 | 25:15 |       |        | 0      | raport |
| 12.11.2020 | 20:00 | Mladost Zagrzeb          | 3:1            | PVK Olymp Praha       | 25:16 | 23:25 | 25:17 | 29:27 |        | 0      | raport |
| 11.11.2020 | 19:00 | Prometej Kamieńskie      | 1:3            | C.S.M. Târgoviște     | 25:21 | 24:26 | 19:25 | 16:25 |        | 0      | raport |
| 25.11.2020 | 18:00 | Prometej Kamieńskie      | 0:3            | C.S.M. Târgoviște     | 23:25 | 23:25 | 20:25 |       |        | 0      | raport |
| 18.11.2020 | 18:00 | DPD Legionovia Legionowo | 0:3            | Béziers Volley        | 27:29 | 17:25 | 14:25 |       |        | 0      | raport |
| 25.11.2020 | 18:00 | DPD Legionovia Legionowo | 0:3            | Béziers Volley        | 18:25 | 23:25 | 23:25 |       |        | 0      | raport |
| -          | -     | Proton Saratów           | 0:3 walkower   | Voléro Le Cannet      | 0:25  | 0:25  | 0:25  |       |        | -      | raport |
| -          | -     | Proton Saratów           | mecz anulowany | Voléro Le Cannet      | -     | -     | -     | -     | -      | -      | raport |
| -          | -     | Calcit Kamnik            | -              | Nova Branik Maribor   | -     | -     | -     | -     | -      |        | raport |
| -          | -     | Calcit Kamnik            | -              | Nova Branik Maribor   | -     | -     | -     | -     | -      |        | raport |
|            |       | ?                        |                | Dresdner SC           |       |       |       |       |        |        | raport |
|            |       | ?                        |                | Dresdner SC           |       |       |       |       | raport |        |        |
| -          | -     | Hapoel Kefar Sawa        | mecz anulowany | SC Potsdam            | -     | -     | -     | -     | -      | -      | raport |
| 25.11.2020 | 19:00 | Hapoel Kefar Sawa        | 0:3            | SC Potsdam            | 14:25 | 12:25 | 14:25 |       |        | 0      | raport |
| 12.11.2020 | 18:00 | Chimik Jużne             | 0:3            | Galatasaray Stambuł   | 17:25 | 18:25 | 19:25 |       |        | 0      | raport |
| 26.11.2020 | 19:00 | Chimik Jużne             | 1:3            | Galatasaray Stambuł   | 21:25 | 25:22 | 20:25 | 25:27 |        | 0      | raport |

### 1/8 finału[3]
Turniej w Monzy
| Data       | Godz. | Drużyna 1             | Wynik | Drużyna 2      | 1     | 2     | 3     | 4     | 5     | Widzów | *      |
| ---------- | ----- | --------------------- | ----- | -------------- | ----- | ----- | ----- | ----- | ----- | ------ | ------ |
| 26.01.2021 | 16:30 | Swietelsky Békéscsaba | 0:3   | Saugella Monza | 16:25 | 27:29 | 22:25 |       |       | 0      | raport |
| 26.01.2021 | 19:30 | ŽOK Ub                | 3:2   | VK Šelmy Brno  | 17:25 | 25:19 | 25:21 | 18:25 | 17:15 | 0      | raport |

Turniej w Obrenovac
| Data       | Godz. | Drużyna 1            | Wynik | Drużyna 2       | 1     | 2     | 3     | 4     | 5     | Widzów | *      |
| ---------- | ----- | -------------------- | ----- | --------------- | ----- | ----- | ----- | ----- | ----- | ------ | ------ |
| 08.12.2020 | 17:00 | SIP Šempeter         | 0:3   | Tent Obrenovac  | 21:25 | 11:25 | 17:25 |       |       | 0      | raport |
| 08.12.2020 | 20:00 | Vasas Óbuda Budapest | 3:2   | Minczanka Mińsk | 21:25 | 19:25 | 25:20 | 25:22 | 16:14 | 0      | raport |

Turniej w Zagrzebiu
| Data       | Godz. | Drużyna 1       | Wynik | Drużyna 2         | 1     | 2     | 3     | 4 | 5 | Widzów | *      |
| ---------- | ----- | --------------- | ----- | ----------------- | ----- | ----- | ----- | - | - | ------ | ------ |
| 08.12.2020 | 16:30 | Béziers Volley  | 3:0   | Voléro Le Cannet  | 25:0  | 25:0  | 25:0  |   |   | -      | raport |
| 08.12.2020 | 19:30 | Mladost Zagrzeb | 0:3   | C.S.M. Târgoviște | 19:25 | 23:25 | 18:25 |   |   | 0      | raport |

Turniej w Stambule
| Data       | Godz. | Drużyna 1           | Wynik | Drużyna 2           | 1    | 2    | 3    | 4 | 5 | Widzów | *      |
| ---------- | ----- | ------------------- | ----- | ------------------- | ---- | ---- | ---- | - | - | ------ | ------ |
| 26.01.2021 | 16:00 | Nova Branik Maribor | 0:3   | Dresdner SC         | 0:25 | 0:25 | 0:25 |   |   | -      | raport |
| 26.01.2021 | 19:00 | SC Potsdam          | 0:3   | Galatasaray Stambuł | 0:25 | 0:25 | 0:25 |   |   | -      | raport |

### 1/4 finału
Turniej w Monzy
| Data       | Godz. | Drużyna 1      | Wynik | Drużyna 2 | 1     | 2     | 3     | 4     | 5 | Widzów | *      |
| ---------- | ----- | -------------- | ----- | --------- | ----- | ----- | ----- | ----- | - | ------ | ------ |
| 27.01.2021 | 18:00 | Saugella Monza | 3:1   | ŽOK Ub    | 18:25 | 25:19 | 25:14 | 25:18 |   | 0      | raport |

Turniej w Obrenovac
| Data       | Godz. | Drużyna 1      | Wynik | Drużyna 2            | 1     | 2     | 3     | 4 | 5 | Widzów | *      |
| ---------- | ----- | -------------- | ----- | -------------------- | ----- | ----- | ----- | - | - | ------ | ------ |
| 09.12.2020 | 19:00 | Tent Obrenovac | 3:0   | Vasas Óbuda Budapest | 25:20 | 26:24 | 25:19 |   |   | 0      | raport |

Turniej w Zagrzebiu
| Data       | Godz. | Drużyna 1         | Wynik | Drużyna 2      | 1     | 2     | 3     | 4 | 5 | Widzów | *      |
| ---------- | ----- | ----------------- | ----- | -------------- | ----- | ----- | ----- | - | - | ------ | ------ |
| 09.12.2020 | 19:30 | C.S.M. Târgoviște | 0:3   | Béziers Volley | 19:25 | 18:25 | 25:27 |   |   | 0      | raport |

Turniej w Stambule
| Data       | Godz. | Drużyna 1   | Wynik | Drużyna 2           | 1     | 2     | 3     | 4     | 5 | Widzów | *      |
| ---------- | ----- | ----------- | ----- | ------------------- | ----- | ----- | ----- | ----- | - | ------ | ------ |
| 27.01.2021 | 19:00 | Dresdner SC | 1:3   | Galatasaray Stambuł | 22:25 | 25:16 | 23:25 | 23:25 |   | 0      | raport |

## Faza finałowa[4]

### Półfinały
| Data       | Godz. | Drużyna 1      | Wynik | Drużyna 2           | 1     | 2     | 3     | 4     | 5     | Widzów | *      |
| ---------- | ----- | -------------- | ----- | ------------------- | ----- | ----- | ----- | ----- | ----- | ------ | ------ |
| 24.02.2021 | 18:00 | Saugella Monza | 3:0   | Tent Obrenovac      | 25:15 | 25:22 | 25:12 |       |       | 0      | raport |
| 02.03.2021 | 18:30 | Saugella Monza | 3:0   | Tent Obrenovac      | 26:24 | 25:20 | 25:23 |       |       | 0      | raport |
| 23.02.2021 | 18:00 | Béziers Volley | 3:2   | Galatasaray Stambuł | 25:20 | 13:25 | 18:25 | 25:22 | 15:13 | 0      | raport |
| 03.03.2021 | 20:00 | Béziers Volley | 0:3   | Galatasaray Stambuł | 23:25 | 9:25  | 21:25 |       |       | 30     | raport |

### Finał
| Data       | Godz. | Drużyna 1      | Wynik | Drużyna 2           | 1     | 2     | 3     | 4 | 5 | Widzów | *      |
| ---------- | ----- | -------------- | ----- | ------------------- | ----- | ----- | ----- | - | - | ------ | ------ |
| 16.03.2021 | 18:00 | Saugella Monza | 3:0   | Galatasaray Stambuł | 25:23 | 25:15 | 25:16 |   |   | 0      | raport |
| 23.03.2021 | 20:00 | Saugella Monza | 3:0   | Galatasaray Stambuł | 25:17 | 25:19 | 25:19 |   |   | 100    | raport |